# ستيفن كاتزمارز
ستيفان كاتزمارز (بالبولندية: Stefan Kaczmarz) عالم رياضيات بولندي ولد عام 1895 وتوفي في 1939. قدمت طريقته Kaczmarz الأساس للعديد من تقنيات التصوير الحديثة.